# Maladie de Gaucher
 Mise en garde médicale
La maladie de Gaucher, aussi appelée sphingolipidose, est une maladie de surcharge lysosomale, fréquemment présente dans l'ethnie Ashkénaze, en rapport avec un déficit enzymatique en glucocérébrosidase due à une mutation autosomique récessive du gène lié à l'enzyme β-glucosidase acide, et conduit à une accumulation de son substrat, le glucocérébroside (un sphingolipide) en particulier dans le système nerveux mais aussi dans la rate, le foie, les poumons, la moelle osseuse. Les manifestations de cette maladie sont très variables, de la forme létale à la naissance jusqu'à l'absence totale de signe. L'identification de cinq types de maladie de Gaucher permet de porter un pronostic et une conduite à tenir.
Les complications cardiopulmonaires se rencontrent dans toutes les formes mais avec des degrés divers de gravité.

## Cause
La maladie de Gaucher est une maladie héréditaire due à une cérébrosidose, qui est une variété de lipoïdose. La lipoïdose est la pénétration, l'infiltration, des cellules d'un organe ou d'un tissu par certaines variétés de lipides (corps gras) comme les cérébrosides, les phosphatides ou le cholestérol.
Le diagnostic de cette maladie est posé pour la moitié des individus avant 10 ans. En ce qui concerne la France, pour l'année 2002, environ 200 patients ont été recensés et 135 ont bénéficié d'un traitement dont le but était de remplacer l'enzyme manquante.

## Mécanisme
La glucocérébrosidase est une enzyme lysosomiale qui catalyse la première étape de la transformation du glucocérébroside en glucose et céramide. Le glucocérébroside est un lipide complexe issu de la dégradation cellulaire et principalement des hématies. Il va s'accumuler dans différents tissus, en particulier dans les leucocytes, en cas d'anomalie de la glucocérébrosidase. Le biais par lequel cette accumulation va provoquer les différents symptômes de la maladie n'est cependant pas clair, impliquant destructions cellulaires et mise en activité des macrophages.

## Incidence et prévalence
La prévalence de cette affection varie en fonction des populations : 1 sur 57 000 en Australie, 1 sur 80 000 aux Pays-Bas. Celle-ci est beaucoup plus élevée dans les populations à faible brassage (voir effet fondateur) : Juifs ashkénazes (de l'Europe de l'Est), Suédois. La prévalence du type 1 de la maladie de Gaucher chez les Juifs ashkénazes serait de 1 sur 800 avec une femme porteuse sur 18.
Il existe un registre international colligeant près de 5 000 personnes atteintes, essentiellement du type I et permettant ainsi des études cliniques et statistiques.

## Description
Il existe classiquement trois types nécessitant des prises en charge différentes et des pronostics différents, avec quelques variants (néonatal, cardiovasculaire…). Récemment[Quand ?], deux autres types ont été décrits :
1. le type 1, ou forme non neuropathique chronique, est le plus fréquent et touche aussi bien l’enfant que l’adulte ; si ce type ne fait pas de discrimination ethnique, sa prévalence reste plus élevée chez les personnes de descendance est-européenne ;
2. le type 2, qui touche le système nerveux central (avec atteinte neurologique d’évolution aigüe) ;
3. le type 3, qui touche également le système nerveux central mais avec une détérioration neurologique d’évolution subaigüe et d’évolution variable.
On a décrit un foyer de prédilection de la maladie de Gaucher de type 3 dans la région de Norrbotten, en Suède.

- La forme périnatale associe une anasarque et des anomalies de la peau ressemblant à une ichtyose ou à un bébé collodion. Les enfants atteints du type 2 de la maladie atteignent rarement l’âge de deux ans.

- La forme cardiovasculaire associe des calcifications de l'aorte et de la valve mitrale, une splénomégalie, une cataracte, une hydrocéphalie. Cette forme est associée avec la mutation D409H/D409H.

| Types                          | Atteinte du SNC                                        | Atteinte osseuse | Autres                                                                          |
| ------------------------------ | ------------------------------------------------------ | ---------------- | ------------------------------------------------------------------------------- |
| Type 1                         | Non                                                    | Oui              | Splénomégalie Hépatomégalie Cytopénie Manifestation pulmonaire                  |
| Type 2 (adulte ou enfant)      | Signes bulbaires Syndrome pyramidal Troubles cognitifs | Non              | Splénomégalie Hépatomégalie Cytopénie Manifestation pulmonaire Anomalie cutanée |
| Type 3 (sub aïgue ou juvénile) | Apraxie oculomotrice Convulsions Épilepsie myoclonique | Oui              | Splénomégalie Hépatomégalie Cytopénie Manifestation pulmonaire Anomalie cutanée |
| Type létal périnatal           | Syndrome pyramidal                                     | Non              | Ichthyose cutanée Anasarque                                                     |
| Forme cardiovasculaire         | Apraxie oculomotrice                                   | Oui              | Calcification de la mitrale Cataracte Splénomégalie                             |

## Diagnostic
Le diagnostic enzymatique est la méthode de référence qui doit être systématiquement utilisée pour confirmer le diagnostic de maladie de Gaucher. L’enzymologie permet d’affirmer définitivement le diagnostic en mettant en évidence le déficit en activité b-glucosidase acide dans les leucocytes sanguin. Il n'est cependant pas fiable pour la détection des sujets sains, porteur d'une mutation.
Le diagnostic est posé dans plus de la moitié des cas, pour le type 1, avant l'âge de 20 ans, et dans le tiers des cas avant l'âge de 10 ans.

### Clinique
Les manifestations cliniques de cette maladie sont insuffisantes pour faire le diagnostic.  Il doit être suspecté devant un gros foie ou une grosse rate  (hépatosplénomégalie) inexpliquée associée à des anomalies de la formule sanguine et à des signes osseux (fractures, par accumulation de macrophages dans la moelle osseuse).

### Biologique
L'examen le plus efficace et le plus fiable pour faire le diagnostic est la mesure de l'activité enzymatique de l'acide ß-glucosylcéramidase dans les cellules sanguines nucléées, en pratique dans les leucocytes. Dans le type 1, l'activité est comprise entre 10 et 15 %. Une activité inférieure à 10 % est retrouvée dans les formes les plus sévères.
La mesure de l'activité enzymatique de l'acide ß-glucosylcéramidase n'est pas fiable pour détecter les porteuses du gène.

### Histologique
La présence de cellules de Gaucher (macrophages remplis de lipides avec un cytoplasme fibrillaire et un noyau excentré) n'est pas suffisante pour porter le diagnostic car non spécifique de la maladie.

### Génétique
L'analyse des quatre mutations les plus fréquentes aussi bien que les sept mutations plus rares est possible. Elle permet la détection des porteurs sains de ces dernières.

## Traitements
Pour les formes subaigües et chroniques, il repose sur les perfusions d'enzymes recombinantes (imiglucérase) ; et dans le type 3 il repose sur la greffe de moelle osseuse allogénique.
Le premier traitement contre la maladie de Gaucher de type 1, fut la glucocérébrosidase puis la Cérézyme (imiglucérase). Ces traitements se font à l'aide de perfusions. L'éliglustat se donne, lui, par voie orale.

## Historique
Le médecin français Philippe Gaucher décrit la maladie dans sa thèse de médecine en 1882 :  De l'épithelioma primitif de la rate, hypertrophie idiopathique de la rate sans leucémie et la base biologique fut découverte en 1965. Il s'agit de la première maladie lysosomale décrite.